# Silvia Modig
Anna Silvia Modig (8 de julio de 1976) es una política finlandesa, ex periodista y presentadora de radio y televisión. Fue miembro del Parlamento de Finlandia entre 2011 y 2019, en representación de la Alianza de Izquierda. Fue elegida para el Parlamento Europeo en 2019. Modig también es miembro del Ayuntamiento de Helsinki.

## Trayectoria
Modig pertenece a la minoría suecohablante de Finlandia. Se crio en los suburbios orientales de Helsinki. Comenzó su carrera televisiva a la edad de 18 años trabajando para Yle. Su último programa de televisión fue el programa de entrevistas Popkult de YLE Teema.
Modig fue elegida para el Ayuntamiento de Helsinki con 895 votos en las elecciones municipales de 2008 como candidata independiente en la lista de la Alianza de Izquierda. Fue elegida para el parlamento en las elecciones de 2011 y reelegida en las elecciones de 2015.   Quedó fuera del parlamento en las elecciones de 2019, pero fue elegida para el Parlamento Europeo en las elecciones de 2019 con 51.608 votos a nivel nacional como única representante de la Alianza de Izquierda.

## Vida personal
Modig es abiertamente lesbiana y es vegetariana.   La artista y escritora finlandesa Rakel Liekki fue su pareja hasta octubre de 2011.  En junio de 2019, se casó con Meri Valkama, Gerente de Comunicaciones y Secretaria de Grupo de la Alianza de Izquierda del Distrito de Helsinki.   En 2023, Modig compitió en Amazing Race Suomi con Aino-Kaisa Pekonen. Las dos fueron eliminadas en el segundo episodio en Phuket.